# Periodista

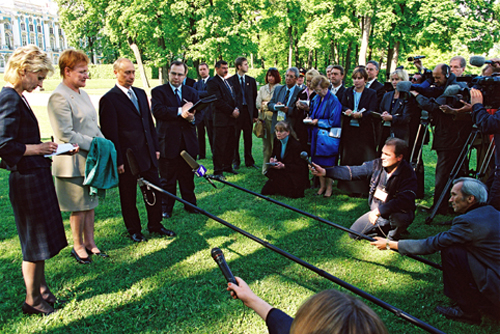
Vladímir Putin y Tarja Halonen con las periodistas en Tsárskoye Seló, 2002.

Un periodista es la persona que se dedica profesionalmente al periodismo, en cualquiera de sus formas, ya sea en la prensa escrita, como en la documentación fotográfica, radio, televisión o medios digitales. Su trabajo consiste en investigar y descubrir temas de interés público, contrastarlos, sintetizarlos, jerarquizarlos y publicarlos.
Con base en fuentes periodísticas fiables y verificables elabora sus artículos, que pueden tomar varias formas para su difusión: oral, escrita, visual. En general, se considera buen periodista al que consigue información relevante, breve y exacta en el menor tiempo posible.
Existen varios principios que guían la labor del periodista, de los que los principales son el respeto por la verdad y el rigor en la búsqueda de la información fidedigna y verificable. Está regido por estrictas normas de ética y otros valores deontológicos establecidos (profesionalismo), siempre considerando los Derechos Humanos como agente rector.
Con la revolución digital han surgido tres tipos de periodismo: el periodismo tradicional, el periodismo participativo visto en la llamada web 2.0, donde los ciudadanos generan sus propios canales de distribución como el blog— y el periodismo ciudadano, que es usado por los medios tradicionales que solicitan de la ciudadanía compartir con los medios noticias que ocurren en su entorno con informes de audio, fotos o vídeos.

## Historia
A principios de siglo XIX, un periodista era alguien que escribía en las publicaciones periódicas, pero, desde el siglo XX, el término pasó a aplicarse a muchos otros oficios vinculados a la búsqueda de información y noticias de interés, y a su divulgación por medios escritos o audiovisuales.[cita requerida]

## Tipos

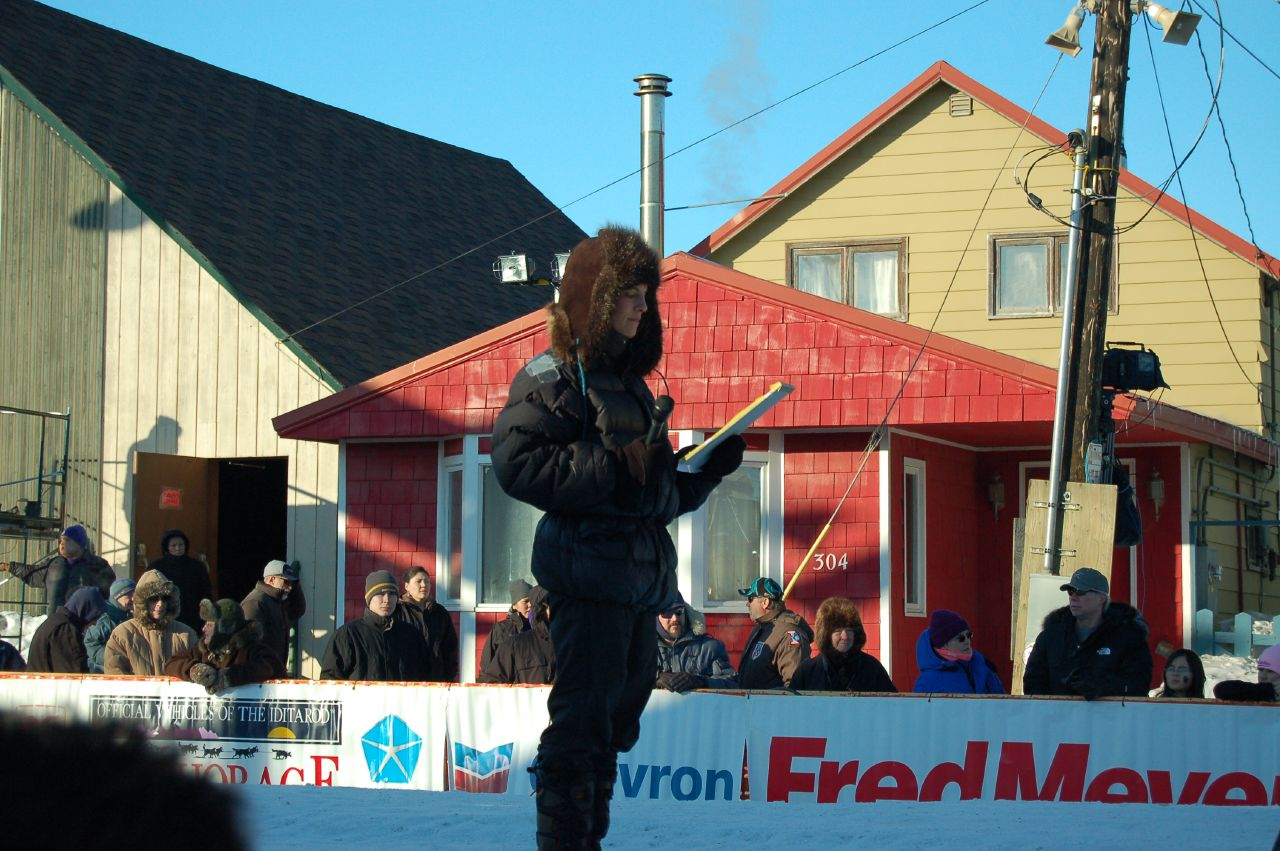
Periodista del canal 2 de Alaska.

### Periodista ambiental
Es quien se encarga de temas que se relacionan entre el hombre y su entorno natural. Comprende desde la información referente a lo agrícola, ganadero, meteorológico, hasta aspectos sociales, económicos, políticos, de lo que tiene que ver con el medioambiente. Investigación ecológica y difusión para preservar el planeta.[cita requerida]

### Periodista digital
Es aquel cuyo principal medio para la investigación, elaboración y, sobre todo, la difusión de la información es el ciberespacio, con el internet como principal exponente. Su función radica en hacer que las informaciones complejas sean simplificadas y entendibles dotándolas de hipervínculos y recursos multimedia para el mejor entendimiento del usuario.[cita requerida]

### Periodista científico
El periodismo científico es la especificación  de la profesión periodística en los hechos relativos a la ciencia, tecnología, innovación, salud, medio ambiente, informática, arqueología, astronomía, exploración espacial y otras actividades de investigación. Para algunos es diferente de la divulgación científica, aunque ciertamente hay un debate respecto a la definición de ambos términos.

## Riesgos ligados al periodismo
Existen riesgos ligados a la profesión, este riesgo nace en la vocación por la verdad y la libertad. Los periodistas a lo largo de la historia han sido víctimas de persecuciones, asesinatos, lesiones, secuestros, amenazas, injurias y otros diversos tipos de ataques.
La CIAP (Comisión Investigadora de Atentados a Periodistas de la Felap), liderada por el periodista Ernesto Carmona, es uno de los organismo que investiga, difunde y registra este tipo de atropellos a los periodistas y otros profesionales de la prensa en Hispanoamérica. En enero de 2013 publicó los antecedentes de los 45 periodistas asesinados en América Latina y el Caribe durante el año 2012.
De acuerdo con la Sociedad Interamericana de Prensa (SIP) de los catorce periodistas asesinados en el primer semestre de 2018, cuatro pertenecen a México, dos son de Brasil, dos de Guatemala, uno en Colombia, uno corresponde a Honduras, uno a El Salvador y tres a Ecuador.

### México
En las últimas dos décadas los periodistas han sido asesinados por grupos de narcotraficantes, que desean que sus “negocios” no sean conocidos por la opinión pública. En algunas ciudades del norte de México, donde el tráfico de drogas hacia los EE. UU. es más intenso, algunos periódicos se han impuesto una autocensura, y temas como drogas, drogadicción, narcotráfico, no son tocados por los periódicos locales, pues se ha dado el caso de ataques a periódicos por narcotraficantes.

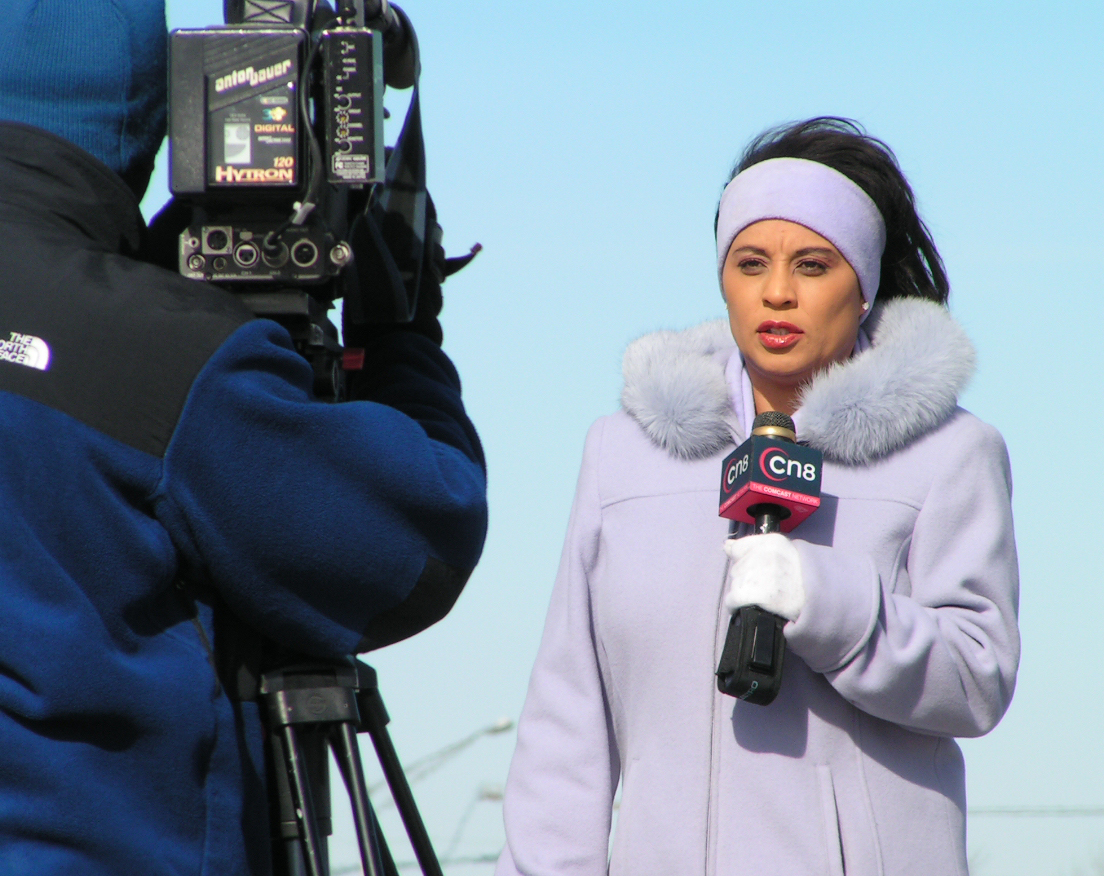
Una reportera de televisión con un micrófono, junto a su cámara.

Con 80 periodistas asesinados desde el año 2000 y otros catorce desaparecidos desde 2003, México se clasifica como el país más peligroso del continente para los medios de comunicación. En 2010 fue el segundo país más mortífero para la prensa, junto con Irak y detrás de Pakistán. Los usuarios de redes sociales tampoco están a salvo de las represalias. Por haber alertado en Twitter y Facebook sobre un posible ataque del crimen organizado contra una escuela de Veracruz, María de Jesús Bravo y Gilberto Martínez Vera pasaron un mes tras las rejas entre agosto y septiembre de 2011. Finalmente se retiraron los cargos de “terrorismo” y “sabotaje” presentados contra ellos. El año 2011 también estuvo marcado por el asesinato de María Elizabeth Macías, redactora jefa del periódico Primera Hora, editado en Nuevo Laredo, en el estado de Tamaulipas (este). La periodista, que poseía un blog, también utilizaba las redes sociales para informar sobre las actividades del crimen organizado en la región.
En el sexenio de Luis Echeverría Álvarez (1970-1976) fueron asesinados seis periodistas; en el sexenio de José López Portillo (1976-1982), 12; en el de Miguel de la Madrid Hurtado (1982-1988), 33. A partir del sexenio de Carlos Salinas de Gortari (1988-1994) son asesinados 48 periodistas y se puede decir que se inicia el ataque a los periodistas por cárteles de narcotraficantes. En el sexenio de Ernesto Zedillo Ponce de León (1994-2000) fueron 24; en el de Vicente Fox Quezada (2000-2006), 16 asesinatos. Mientras que en 2007 fueron siete los periodistas asesinados, en el sexenio que gobierna Felipe Calderón Hinojosa (2006-2012).
La organización Reporteros Sin Fronteras informó en febrero de 2008 que México fue el país de América con mayor número de muertes de periodistas, en razón del ejercicio de su profesión, durante el año 2007, al registrar dos reporteros muertos, tres desaparecidos y el asesinato de tres colaboradores de medios de comunicación.

### Ecuador
En Ecuador, a partir de la vigencia de la Ley de Ejercicio Profesional del Periodista, 18 de septiembre de 1975, se establecieron tres categorías: 1.º.- Quien hubiere obtenido el título académico conferido por las Universidades u otros establecimientos de Educación Superior de la República; 2.º.- Quien hubiere obtenido ese título u otro equivalente, en Universidades o establecimientos de Educación Superior extranjeros y lo revalidare legalmente en el Ecuador; y 3.º.- Quien hubiere obtenido un certificado de profesionalización otorgado por el Ministerio de Educación Pública, en razón de haber ejercido la profesión con anterioridad a la fecha de vigencia de esta Ley y de conformidad con sus disposiciones.
Consecuentemente, en el Ecuador, a partir de esa fecha, solo pueden llamarse "periodistas", a los graduados en facultades de instituciones de educación superior creadas para el efecto y reconocidas por el Estado ecuatoriano. Aquí bien vale destacar la edición del libro "Periodistas sin título", realizado por el periodista ecuatoriano Milton Salvador, 2006, que reseña con detalles lo anotado.
Muchos a quienes las personas consideran periodistas creen que es intercambiable con el reportero, siendo una persona que recoge la información y crea informes escritos o historias. Sin embargo, verlo desde este punto de vista es muy limitado puesto que hay muchos otros tipos de periodistas, incluidos los columnistas, redactores jefe, fotógrafos, camarografos, diseñadores de redacción, y editor-sustituto (británicos) o copia-editores (estadounidense). Otra diferencia importante es que no se consideran periodistas los diseñadores, escritores y directores de arte que trabajan exclusivamente en la publicidad, dado que el material y el contenido son determinados por la persona que compra el anuncio. 
Independientemente del medio, el término periodista trae una connotación o la expectativa del profesionalismo en el señalamiento, con la consideración para la verdad, la imparcialidad, el balance, la decencia y la ética, aunque las normas pueden variar extensamente entre publicaciones. Muchos periódicos del mercado masivo no hacen fingimiento en la imparcialidad, aunque en países como el Reino Unido, por lo general se adhieran a un código de conducta voluntario, con objetivos tales como el mantenimiento de la veracidad. Algunos editores alegan que el sesgo y el prejuicio son imposibles de evitar, y que es más honrado asumir una opinión de redacción asegurando que ese material es objetivamente correcto.[cita requerida]

### Argentina
En Argentina la profesión de periodista se crea en el año 1944, bajo el decreto de ley número 7618. Este decreto sentaba por primera vez en la historia del país el reconocimiento legal a los trabajadores de prensa.
En el año 1946, mediante la ley número 12 908 votada por el Congreso de la Nación Argentina se estipula la protección laboral para quienes ejercen el periodismo en la Argentina.